# 1552 Bessel
Bessel (asteróide 1552) é um asteróide da cintura principal com um diâmetro de 18,56 quilómetros, a 2,7160599 UA. Possui uma excentricidade de 0,0981206 e um período orbital de 1 908,88 dias (5,23 anos).
Bessel tem uma velocidade orbital média de 17,16316212 km/s e uma inclinação de 9,86003º.
Esse asteróide foi descoberto em 24 de Fevereiro de 1938 por Yrjö Väisälä.